# Одежда в исламе

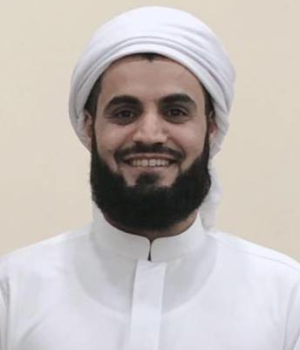
Головной убор улемов и имамов

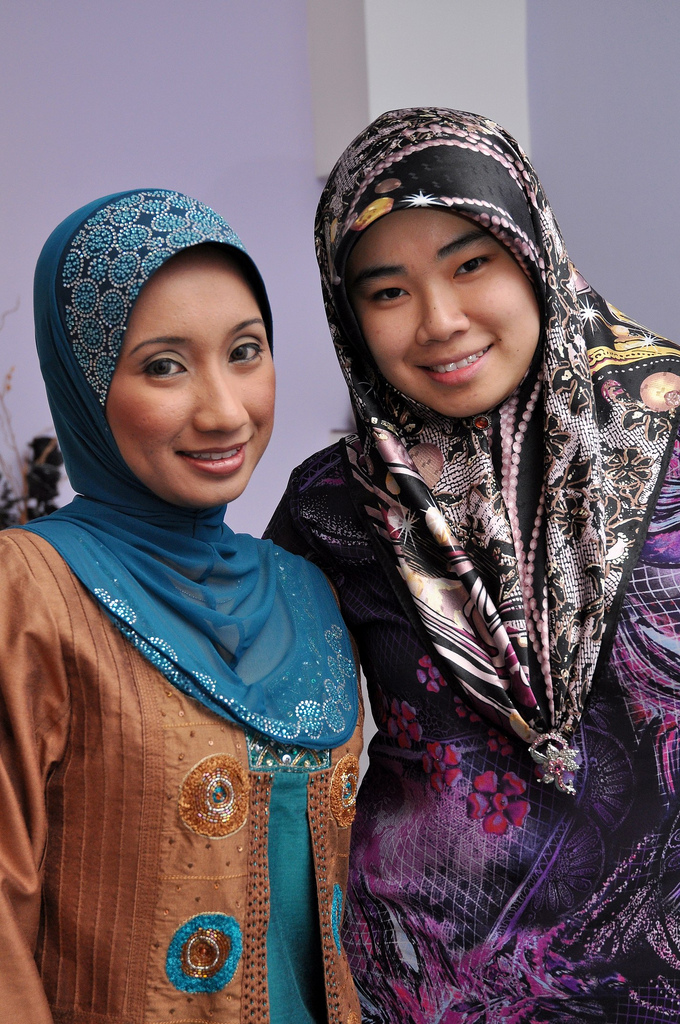
Малайские мусульманки на празднике

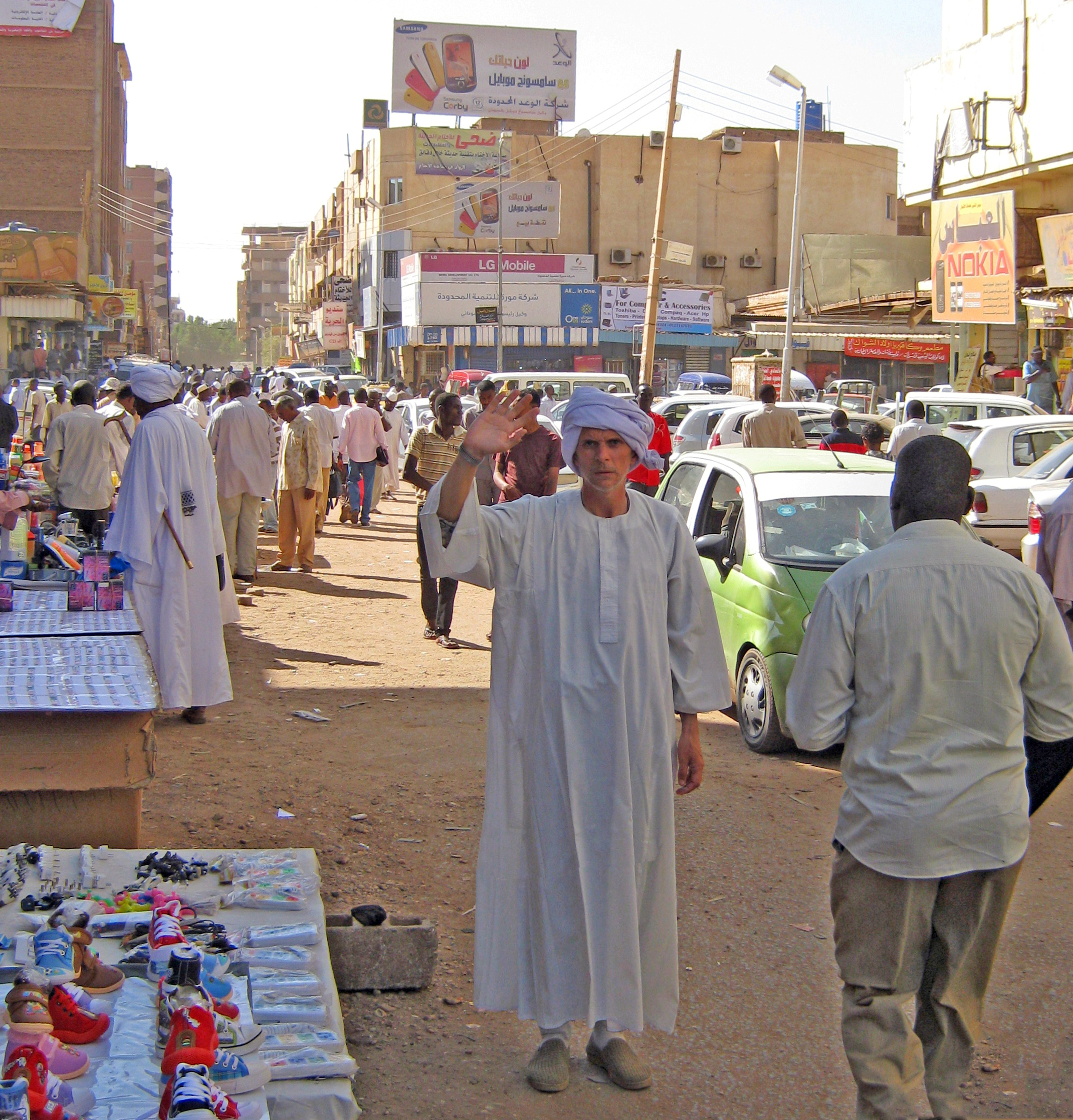
Одежда современных мусульман
в Судане

Одежда в исламе — требования к одежде мусульманина, предъявляемые в общественных местах, мечетях или в исламских государствах.

## Основные требования
Главное требование как к мужской, так и женской одежде — она должна закрывать части тела, предписанные шариатом (аврат). Для мужчин авратом считается часть тела от пупка до колен, в то время как для женщин интерпретация аврата различается: некоторые требуют полного закрытия тела, другие разрешают открытие лица и кистей рук, а ханафиты допускают обнажение ступней ног до щиколоток. Разрешается показывать часть аврата тем, с кем шариат запрещает вступать в брак (махрам).
Одеяние женщины должно соответствовать традиционно женскому стилю в одежде, а не мужскому. Аналогично мужская одежда должна соответствовать мужскому стилю. Это касается не только одежды, но и стиля поведения (манеры говорить, походки и движений). Исламская женская одежда не противоречит морально-этическим идеалам христианской и иудейской традиций.
На одежде не должно быть нечистот (наджаса), особенно при совершении молитвы.

## Запрещённые виды одежды
К запретной одежде относятся:
- одежда, оставляющая неприкрытым аврат;
- одежда, делающая человека похожим на представителей противоположного пола;
- одежда, делающая человека похожим на немусульман (например, одеяние христианских монахов и священников, ношение креста и прочих религиозных символов);
- одежда, демонстрирующая высокомерие и кичливость;
- мужская одежда с включениями шёлка и золота;
- одежда, демонстрирующая излишества и расточительство[3];
- одежда с изображениями людей и животных, а также запретными надписями[4].

## Этикет
В исламе существует этикет (адаб) по отношению к ношению и хранению одежды. Одежда мусульманина должна быть чистой, красивой (особенно во время пятничной или праздничной молитвы). Перед тем, как надеть одежду, её следует хорошо встряхнуть и прочитать следующую молитву: «Хвала Аллаху, Который одел меня тем, чем я прикрываю свой аврат и украшаюсь среди людей». Снимая одежду, желательно прочитать: «С именем Аллаха, нет бога кроме Него». Снятую одежду необходимо аккуратно сложить.
Надевая новую одежду, желательно прочитать: «О Аллах! Хвала Тебе, Ты одел меня этим. Я прошу у Тебя его блага и блага того, для чего оно сделано. Я также прошу у Тебя защиты от его зла и зла того, для чего оно сделано». Тому, кто надел новую одежду, желательно сказать: «Носи новое, живи достойно и умри шахидом».

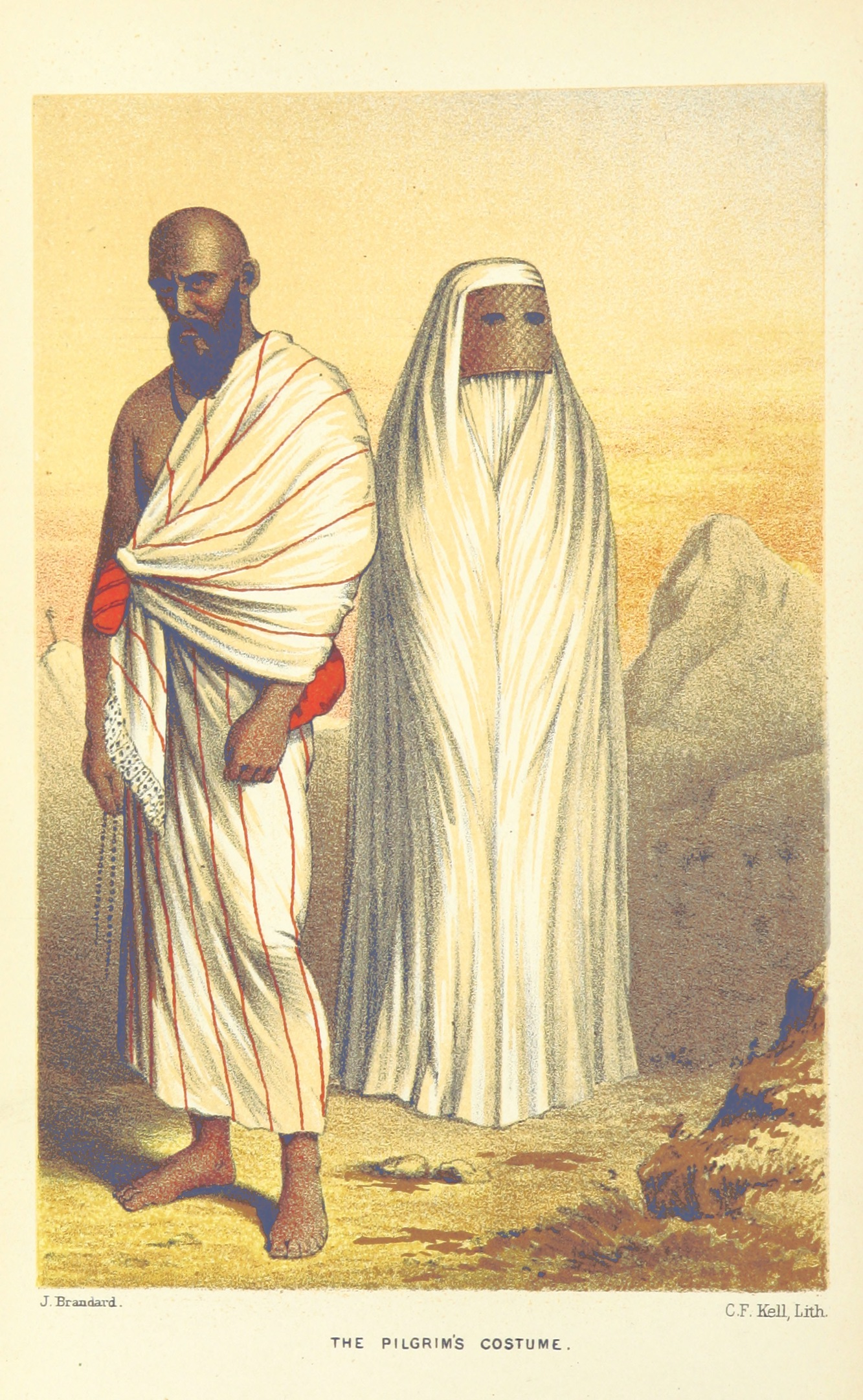
Паломники в состоянии ихрама

## Мужская одежда

### Ихрам
Во время совершения хаджа и умры мусульмане-мужчины обязаны надевать одежду, которая называется изар. Изар прикрывает часть тела от пояса до колен. Его можно связать за оба конца узелками или обтянуть чем-нибудь. Верхнюю часть тела закрывают вторым платком, который называется рида. Рида закалывается на правом боку, так что правое плечо остается открытым. Согласно трём суннитским мазхабам (кроме ханафитского), рида нельзя завязать концами друг к другу; закреплять булавками, шпильками и пуговицами; проделывать в нём отверстия и пропускать через них веревку.
Изар и рида не должны быть сшитыми, вязанными, склеенными или сделанными из войлока. Женщинам, совершающим паломничество в Мекку, разрешается носить любую разрешённую шариатом женскую одежду. Исключение составляют перчатки, ношение которых запрещено как мужчинам, так и женщинам.

### Укорачивание одежды
Укорачивание мужской одежды является частью исламской этики, соблюдением сунны пророка Мухаммеда и символизирует покорность Аллаху. Ношение длинной одежды (изара) во времена пророка Мухаммеда считалось проявлением высокомерия и кичливости.

## Женская одежда

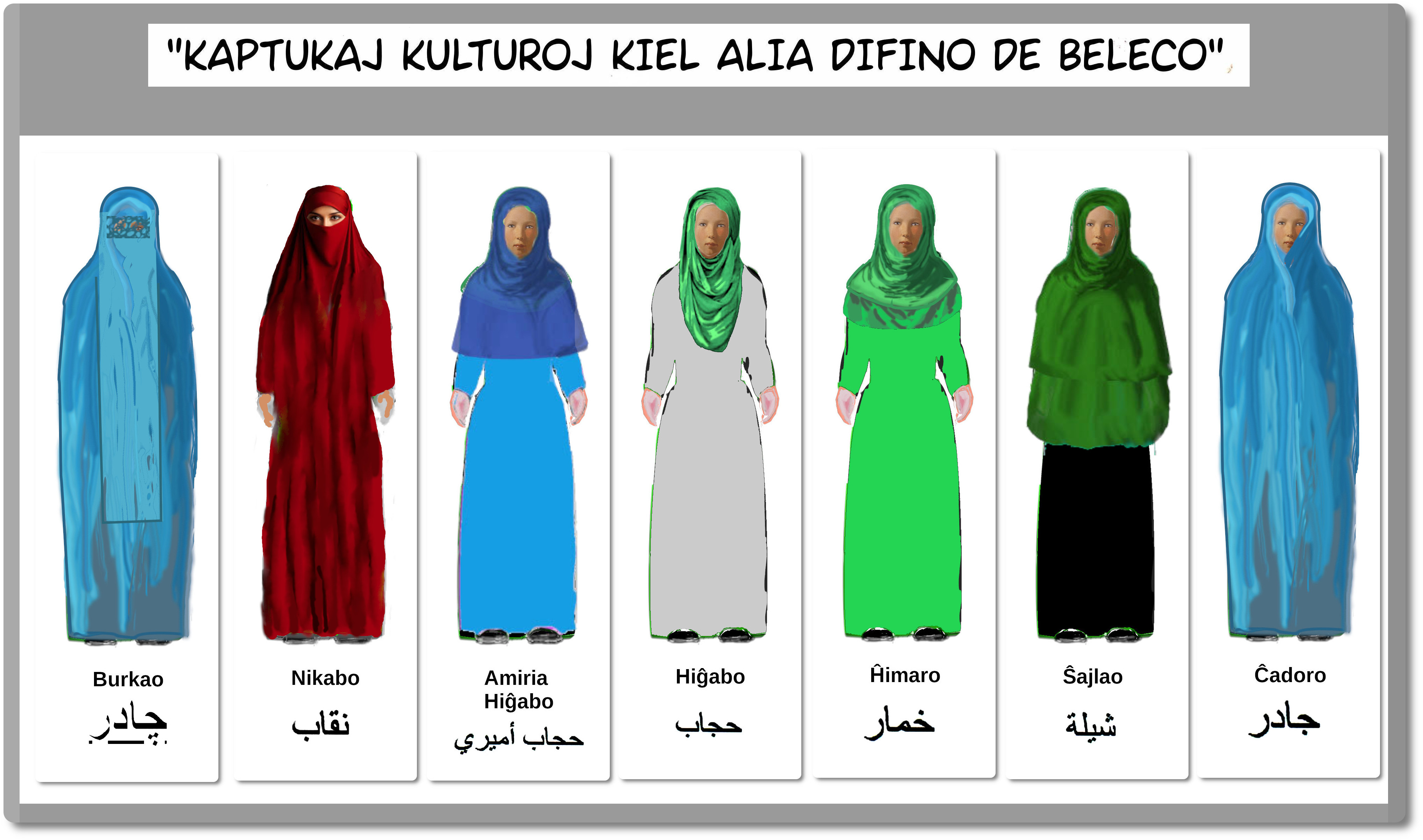
Исламстилай Вестаой

Одежда мусульманки или жены мусульманина (помимо мусульманок, жёнами могут стать христианки и иудейки) должна быть благочестивой, платья — длинными, закрытыми и не просвечивающими. Она должна быть свободной и не подчеркивать изгибы фигуры. Желательно надевать красивую одежду, избегая одежды ярких цветов.
Женская одежда обязательно должна скрывать все части тела, кроме овала лица и кистей рук. Коран требует опускать на себе свои покрывала (джильбаб), скрывать от посторонних мужчин шею и грудь и не обязывает прятать лицо.  

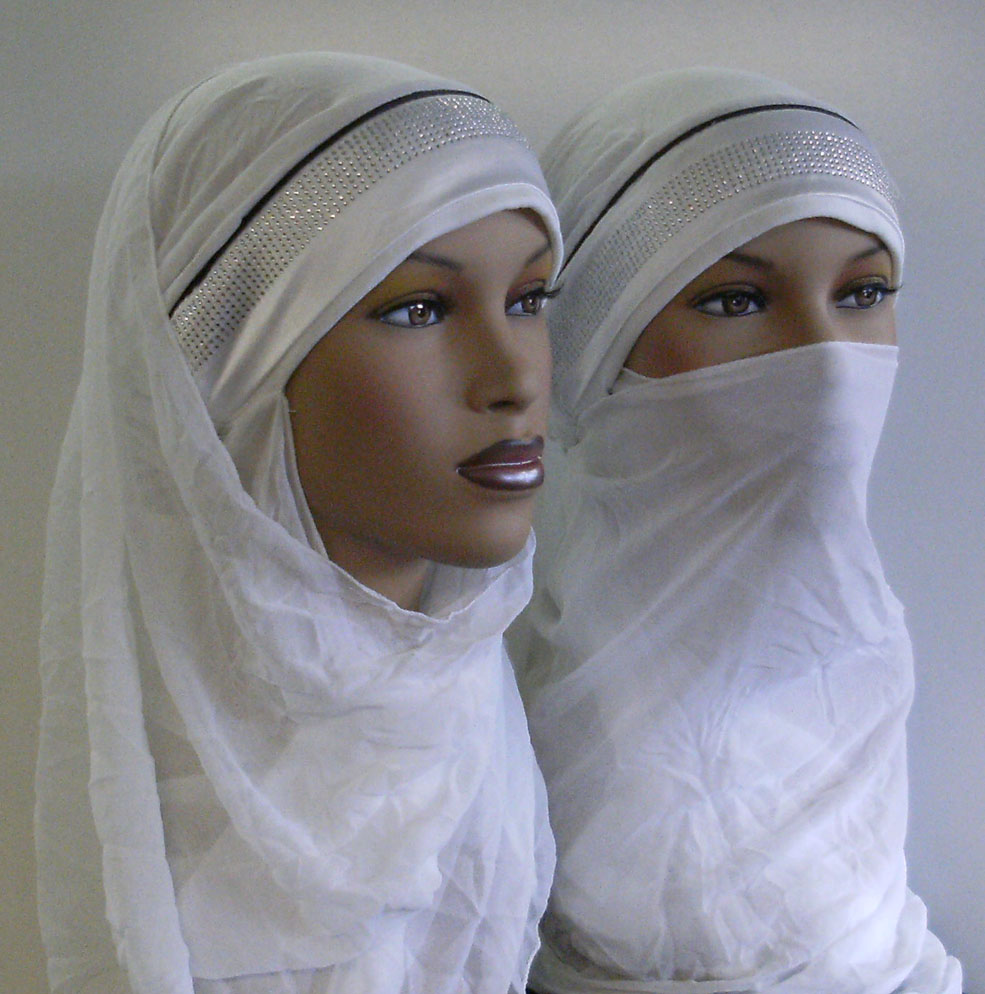
Хиджаб и никаб
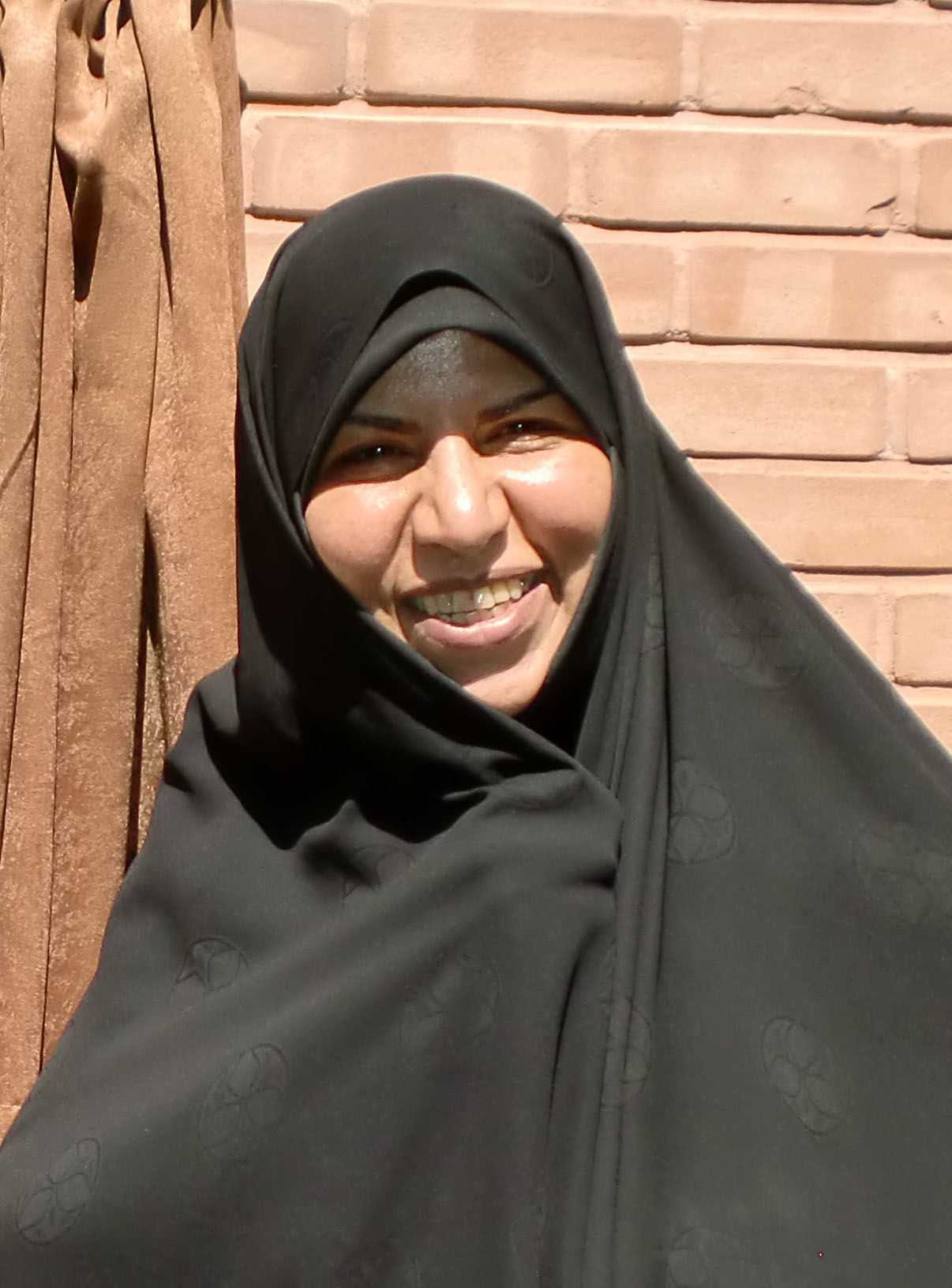
Чадра
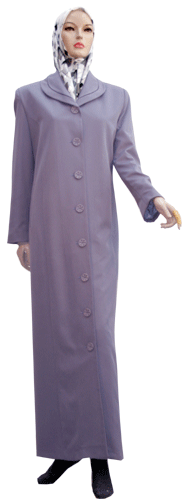
Джильбаб
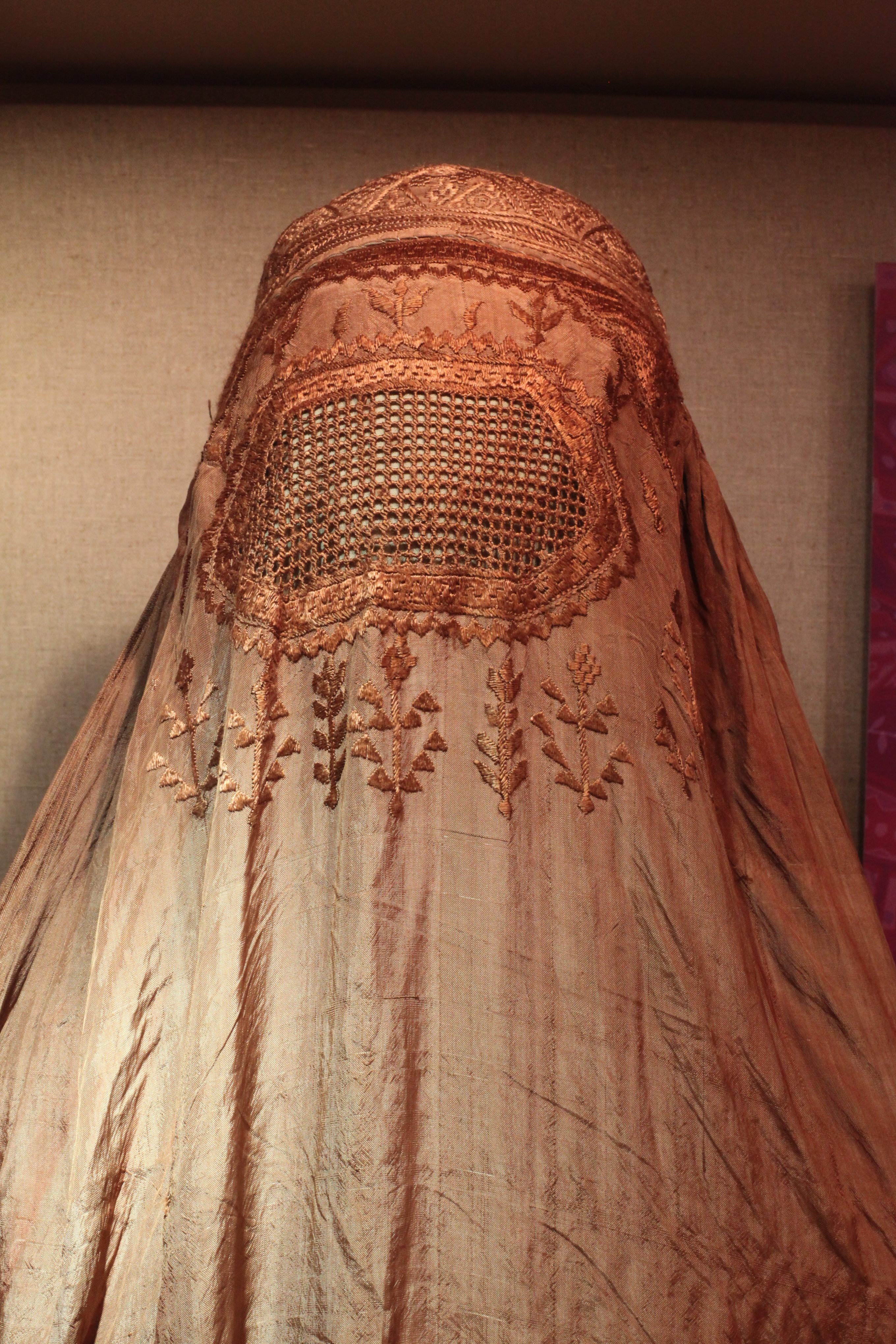
Паранджа (бурка)
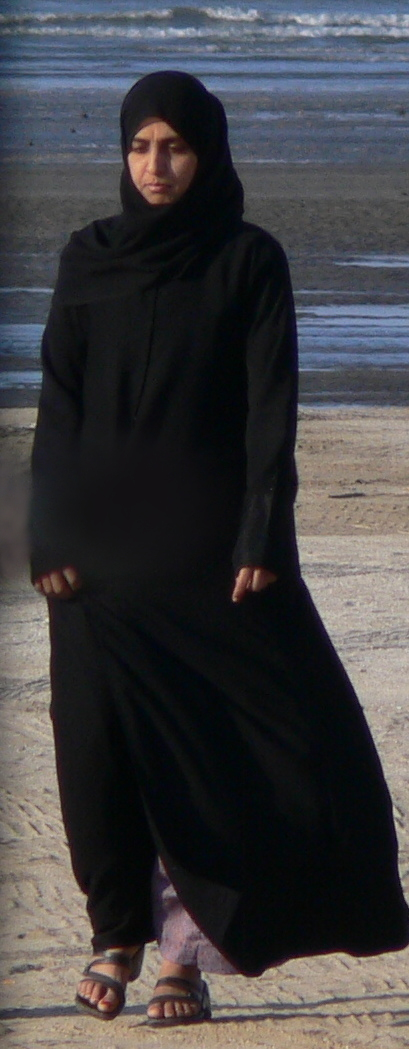
Абайя
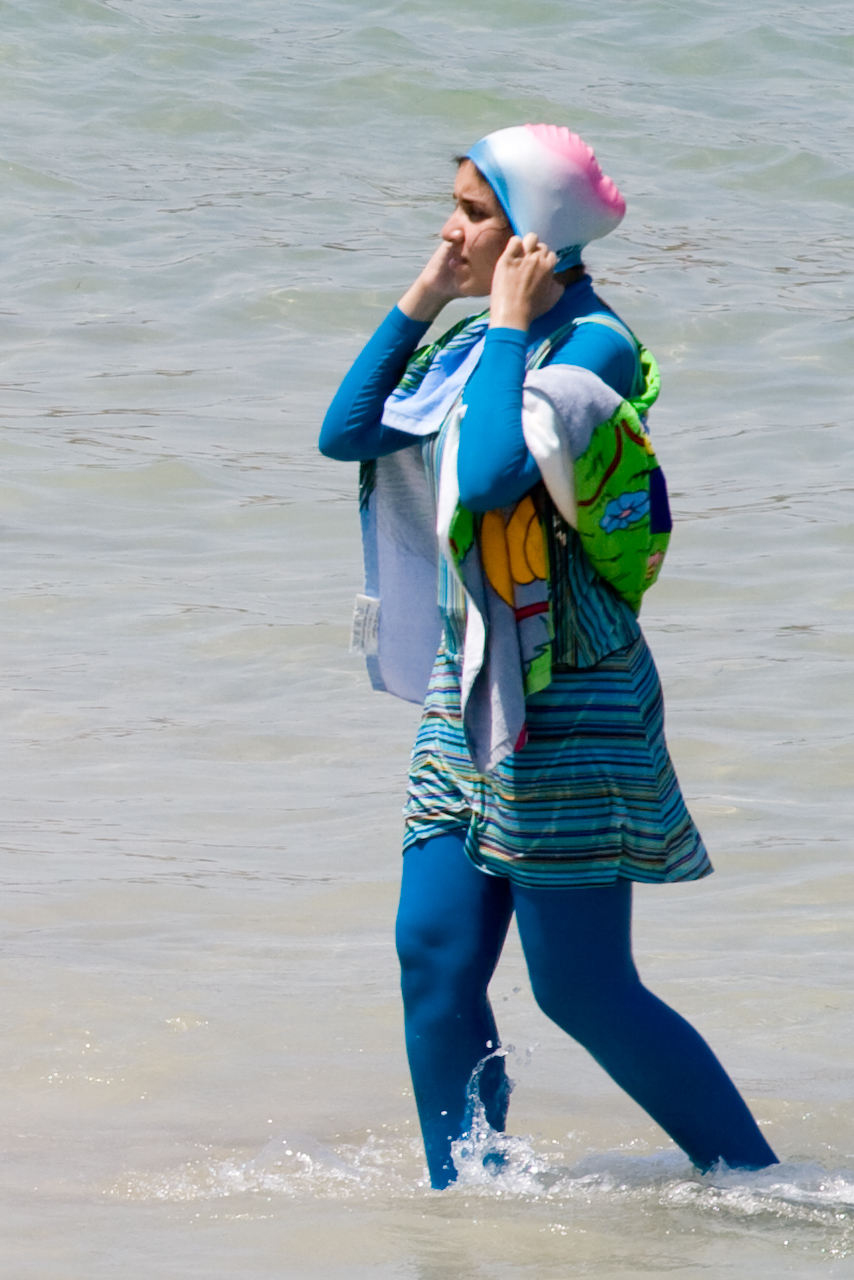
Буркини